# オオサンショウウオ
オオサンショウウオ（大山椒魚、Andrias japonicus）は、オオサンショウウオ科オオサンショウウオ属に分類される両生類。ハンザキやハンザケの異称をもつ。

## 分布
日本列島南西部（岐阜県以西の本州、四国、九州の一部）における固有種である。
和歌山県の個体群は過去に人為移入された個体に由来すると考えられている。青森県から鹿児島県にかけて捕獲例はあるが、誤認されたチュウゴクオオサンショウウオも含めて人為移入と考えられている。また、京都市域における外来種によるオオサンショウウオの遺伝子汚染の実態調査により、賀茂川では在来種は絶滅した可能性があり、別水系の上桂川でも雑種化が進行していることが確認された。オオサンショウウオの遺伝的汚染は予想以上に進行しており、何らかの方法で純粋な日本産を隔離保全していくことが早急に必要だとの報告書も存在する。2024年政府は、外来種について、飼育や放出を禁じる「特定外来生物」に指定する政令を閣議決定した。指定には交雑個体も含まれる。
種小名 japonicus は「日本の」の意味。

## 形態
最大で全長150センチメートルにまで育つ。ただし野生個体では全長100センチメートルに達することは極めて稀で、一般には全長50センチメートルから70センチメートル程度。皮膚は無数の小さな疣状で覆われる。体側面や四肢の後部では襞状に皮膚が伸長する。背面の色彩は暗褐色で、不規則な黒い斑紋が入る。
上顎中央部に並ぶ歯の列（鋤骨歯列）は浅い「ハ」字状。
卵は直径0.5 - 0.8センチメートルで、黄色い。
同属のチュウゴクオオサンショウウオは吻端が扁平・黒色斑が大型で独立する・疣が2個ずつ並ぶことなどで区別できるとされるが、種間雑種では識別は困難とされる。

## 生態
完全水生であり、主に標高400メートルから600メートルにある河川の上流域に生息する。ただし、河川の中流や下流でも見られることがあり、市街地近くや水田の水路に生息していたことも観察されており、例えば、兵庫県北部を流れる出石川下流での護岸工事の時に400匹以上が見つかった。
夜行性で、昼間は水辺に掘った巣穴などで休む。
水中で遭遇した動物に貪欲に襲いかかり、魚類やサワガニなどを食べるほか、ヘビ類やカワネズミを食べた例もある。さらには、共食いすることもある。
繁殖様式は卵生。オスは6 - 7月に川辺に横穴を掘り、産卵巣を作る。産卵巣は毎年同じ場所を利用することが多く、岩の隙間を産卵巣にすることもある。オスの大型個体は産卵巣に他のオスが侵入すると争うが、メスの産卵後に周囲にいる複数のオスが侵入することもある。8月下旬から9月にかけてオスが産卵巣にメスを誘い、400 - 500個の数珠状の卵を産ませる。卵は約50日で孵化する。オスは孵化するまで保護する。幼生は生後4 - 5年で変態し、幼体になる。生後5年（全長57センチメートル。変態してから1-2年後。）で性成熟すると考えられている。寿命は野生下でも10年以上とされ、飼育下では51年の生存例がある。

## 人間との関係

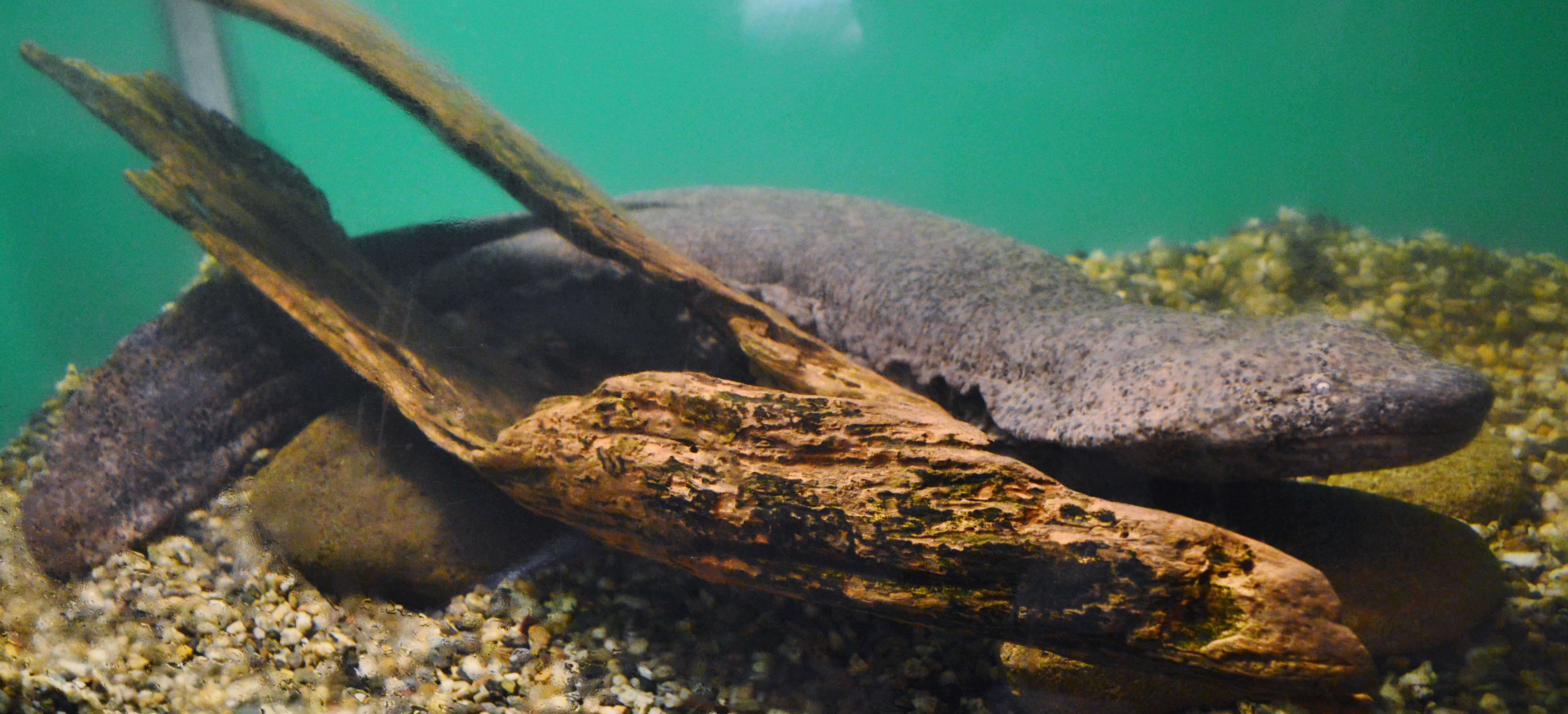
チュウゴクオオサンショウウオとの交雑種

以前は食用とされることもあった。美食家で知られた北大路魯山人は、随筆「山椒魚」で「味はすっぽんを品よくしたような味で、非常に美味であった」と述べている。
河川改修やダム・堰堤建設による生息地の破壊、近畿地方の一部では人為的に移入されたチュウゴクオオサンショウウオとの競合・遺伝子汚染などにより、生息数は減少している。天然記念物に指定されているため、食用の捕獲・採集は原則的に行われていないと考えられているが、食用に密漁されている可能性もある。日本では1927年に和良村（現：郡上市）の和良川および支流域（1932年に八幡町の鬼谷川（和良川の支流）とその支流、1933年に大和町の小間見川（長良川の支流）とその支流が追加）、川上村と中和村、八束村、湯原町（現：真庭市）、院内町（現：宇佐市）と湯布院町（現：由布市）がそれぞれ「オオサンショウウオ生息地」として国の天然記念物、1951年に種として国の天然記念物、1952年に特別天然記念物に指定されている。
絶滅危惧II類 (VU)（環境省レッドリスト）
京都府の賀茂川において、食用として人為的に持ち込まれたチュウゴクオオサンショウウオが野生化しており、在来のオオサンショウウオとの交雑が問題になっている。近年の調査では、賀茂川での調査によって捕獲された111匹のオオサンショウウオのうち、13%がチュウゴクオオサンショウウオ、44%が雑種であるという結果が出ている。しかし、チュウゴクオオサンショウウオもIUCNレッドリストの「絶滅寸前 (CR)」、ワシントン条約附属書Iに記載、種の保存法の国際希少野生動植物種に指定（「アンドリアス属（オオサンショウウオ属）全種」として）されており、法令などにより保護されている。そのため、単純に外来種として処理できず、問題が複雑化しているが、「分布」で記述のとおり、2024年に外来種については「特定外来生物」に指定され、飼育や放出を禁じられることとなった。
「山椒魚」の名の由来は、一説に、山椒のような香りを発することによるという。平安時代以前からの古称に「はじかみいを」があり、これもすなわち、「山椒（はじかみ）魚（いを）」の意である。
また、「ハンザキ」の異称があり、引用されることも多い。由来として「からだを半分に裂いても生きていそうな動物だから」「からだが半分に裂けているような大きな口の動物だから」などとも言われ、疑問符付きながらこうした説を載せている辞書などもあるが、信頼できる古文献の類は現在のところ知られていない。ほかに、「ハジカミ > ハミザキ > ハンザキ」のように変化したとする説や、体表の模様が花柄のようにも見えることから「花咲き」から転訛した、といった説もあるが、これらについても現在のところ裏付けは乏しい。
オオサンショウウオは特別天然記念物であり、捕獲して食利用することは禁じられているが、特別天然記念物の指定を受けるまでは、貴重な蛋白源として食用としていた地域も多い。北大路魯山人の著作『魯山人味道』によると、さばいた際に強い山椒の香りが家中に立ち込めたといい、魯山人はこれが山椒魚の語源ではないかと推測している。最初は堅かったが、数時間煮続けると柔らかくなり、香りも抜けて非常に美味であったという。また、白土三平の漫画『カムイ外伝』でも食用とする場面が見られ、半分にしても生きている「ハンザキ」と説明されている。

### 文化の中のオオサンショウウオ
- 井伏鱒二の短編小説『山椒魚』には、恐らくオオサンショウウオであると思われる大型のサンショウウオが登場する[17]。また、つげ義春も『山椒魚』という漫画作品を発表しており、こちらは明らかにオオサンショウウオが描かれている。
- カレル・チャペックの『山椒魚戦争』はこの属の山椒魚が人類の敵となるSF小説である。この小説における山椒魚はノアの大洪水以前の人間の遺骨とヨハン・ヤーコブ・ショイヒツァーが誤認した化石種ショイヒツェリと同一で、フィリップ・フランツ・フォン・シーボルトが日本からオオサンショウウオを持ち帰ったことで西洋に知られたことやrとlの区別ができないなど、日本人の暗喩という見方もある[18]。
- 岡山県真庭市には、オオサンショウウオを祭る「はんざき大明神」という神社がある[18]。
- 特撮テレビドラマ『ウルトラマンA』には、オオサンショウウオ（ハンザキ）をモチーフにした「ハンザギラン」という怪獣（超獣）が登場した。